# Грисли, Гораций
Гораций Грисли (англ. Joseph Horace «Jim» Greasley; 25 декабря 1918 — 4 февраля 2010) — английский военнопленный, получил известность за побег из своего лагеря более 200 раз (каждый раз он возвращался назад в плен).
Повторяющиеся побеги Горация были обусловлены его тайными любовными отношениями с лагерным переводчиком по имени Роза Раухбах (Rosa Rauchbach), местной силезской девушкой. Единственная причина его возвращения в лагерь — отсутствие места, куда направиться после побега, поскольку лагерь был окружён оккупированными немцами странами. Заключенные также хорошо знали, что случалось с теми, кто пытались бежать в другие страны.

## Освобождение
Грисли был в плену в течение, без одного дня, пяти лет. Советские войска отправили его домой через американскую военную базу.

## После войны
Роза умерла во время родов вместе с новорожденным сыном, Якубом.

Гораций открыл парикмахерскую на деньги своих родителей.

У Грисли было двое детей от первой жены Кэтлин: Стивен и Лесли. 

Он женился на своей второй жене Бренде в 1975 году и переехал в Испанию, где прожил до своей смерти в возрасте 91 года.

## "Поют ли птицы в аду?" (Автобиография)
Весной 2008 года литератор Кен Скотт записал воспоминания Горация Грисли о второй мировой войне, надиктованные им в возрасте восьмидесяти девяти лет. Скотт заявил, что он действовал только как пальцы Горация, которые не могли самостоятельно писать книгу из-за артрита. Эта книга была закончена и опубликована к концу 2008 года на Libros International. Биография описывает решение Горация идти на войну, его пленение, борьбу, клиническую смерть, жестокости СС, единственную любовь Розы Раухбах, побеги и, в конечном счёте, его освобождение.